# Tall Timber
Tall Timber è un film del 1928 diretto da Walt Disney. È un cortometraggio animato, il 23º con protagonista Oswald il coniglio fortunato. Fu distribuito dalla Universal Pictures il 9 luglio 1928.

## Trama
Oswald arriva al lago in canoa, e si mette a cacciare anatre. Le anatre, tuttavia, sono abbastanza intelligenti, e Oswald finisce per sparare sul fondo della sua barca, affondandola. Per fortuna viene inavvertitamente portato a riva da un alce. Poi, mentre cammina in discesa, Oswald si ritrova a dover fuggire da un masso che rotola giù, finendo schiacciato su un albero. Nel tentativo di ripristinare la sua forma normale, Oswald lascia cadere una piccola roccia sopra di lui, diventando più sferico. Questo gli rende difficile camminare, infatti inciampa e comincia a rotolare, imbattendosi in due orsacchiotti. Essi cominciano a usare Oswald come un tappeto elastico ma, poiché non sono disposti a condividerselo, cominciano a tirarlo da lati opposti, facendolo tornare alla sua forma originale. Infastidito, Oswald insegue uno degli orsetti imbattendosi nella loro madre, che lo insegue fin dentro una grotta. All'interno, Oswald e l'orsa combattono, e il coniglio riesce a toglierle la pelliccia, facendola fuggire imbarazzata. Oswald esce dalla grotta indossando la pelliccia dell'orso e un cappello a cilindro, e festeggia fumandosi un sigaro.

## Edizioni home video

### DVD
Il cortometraggio è incluso nel DVD Walt Disney Treasures: Le avventure di Oswald il coniglio fortunato. Per l'occasione al film è stata assegnata una nuova colonna sonora scritta da Robert Israel.